# Cyrus Dunham
Cyrus Dunham, auch Cyrus Grace Dunham  (* 28. Januar 1992 in New York City, New York) ist ein US-amerikanischer nichtbinärer Schriftsteller und Aktivist.

## Leben
Dunhams Eltern sind die Künstlerin und Fotografin Laurie Simmons (jüdisch) und der Maler Carroll Dunham (protestantisch). Die Schwester Lena Dunham bezeichnet die Erziehung als feministisch ausgeprägt. Dunham besuchte die Saint Ann’s School in Brooklyn, schrieb dort für die Schulzeitung und arbeitete am Jahrbuch. Für das Gedicht Twin Oaks erhielt Dunham den Louise Louis/Emily F. Bourne Student Poetry Award von der Poetry Society of America. Nach der Schule wurde Dunham an der Brown University angenommen und machte den Abschluss in Stadtwissenschaften.
Dunham nennt 2016 als Geschlechtsidentität nichtbinär und akzeptiert im Englischen neben dem geschlechtsneutralen they auch männliche Pronomen he/him („er/ihn“).

## Frühe Karriere
Dunham erschien mehrmals in der Zeitschrift Teen Vogue und trat 2006 erstmals schauspielerisch auf als 13-jährige Kunsthändlerin in dem Film Dealing; die ältere Schwester Lena schrieb das Drehbuch und führte Regie.
2010 erschien Dunham als die kleine Schwester in Lenas Indie-Film Tiny Furniture, dann in Happy Birthday, Marsha! sowie in A Smeary Spot, einem mehrkanaligen Video des Künstlers A. K. Burns.
Das Model-Debüt gab Dunham im Jahr 2015 und trat in Eckhaus Lattas geschlechtsneutraler Laufsteg-Show im Frühjahr 2016 auf. Dunham arbeitet kolumnistisch für The New Yorker und in einer Zusammenarbeit mit der Transgender-Aktivistin Reina Gosset.
Dunham war eine von neun Personen, die 2016 in der Video-Serie The What’s Underneath Project für StyleLikeU auf Fullscreen erschienen sind. Darin zog Dunham sich vollständig aus und beschrieb dabei das Gefühl als Transgender-Person.

## Politische Einstellungen
Im Oktober 2024 gehörte Dunham zu den Unterzeichnern eines Aufrufs zum Boykott israelischer Kulturinstitutionen, „die an der überwältigenden Unterdrückung der Palästinenser mitschuldig sind oder diese stillschweigend beobachtet haben“.

## Werk
Grace Dunham:
- 2016: The Fool (englisch; Sammlung von Gedichten und kurzen Essays; nur online).[6][7]

Cyrus Grace Dunham:
- 2019: A Year Without a Name. Little, Brown and Company, New York 2019, ISBN 978-0-316-44495-8 (englisch; Autobiografie; Leseprobe in der Google-Buchsuche).[8][9]